# Krai de Altái
El krai de Altái (en ruso: Алтайский край, romanizado: Altaiski krai) es uno de los nueve krais que, junto con los cuarenta y siete óblast, veintiuna repúblicas, cuatro distritos autónomos y dos ciudades federales, conforman los ochenta y tres sujetos federales de Rusia. Su capital y ciudad más poblada es Barnaúl. Está ubicado en el distrito Siberia, limitando al norte con Novosibirsk, al este con Kémerovo, al sureste con la república de Altái y al sur y oeste con Kazajistán. Tiene un área de 167 996 km². 
En esta región nace el río Obi —el segundo río más largo del país tras el Yeniséi— por la confluencia de los ríos Biya y Katún, muy cerca de la ciudad de Bisk.

## Etnias

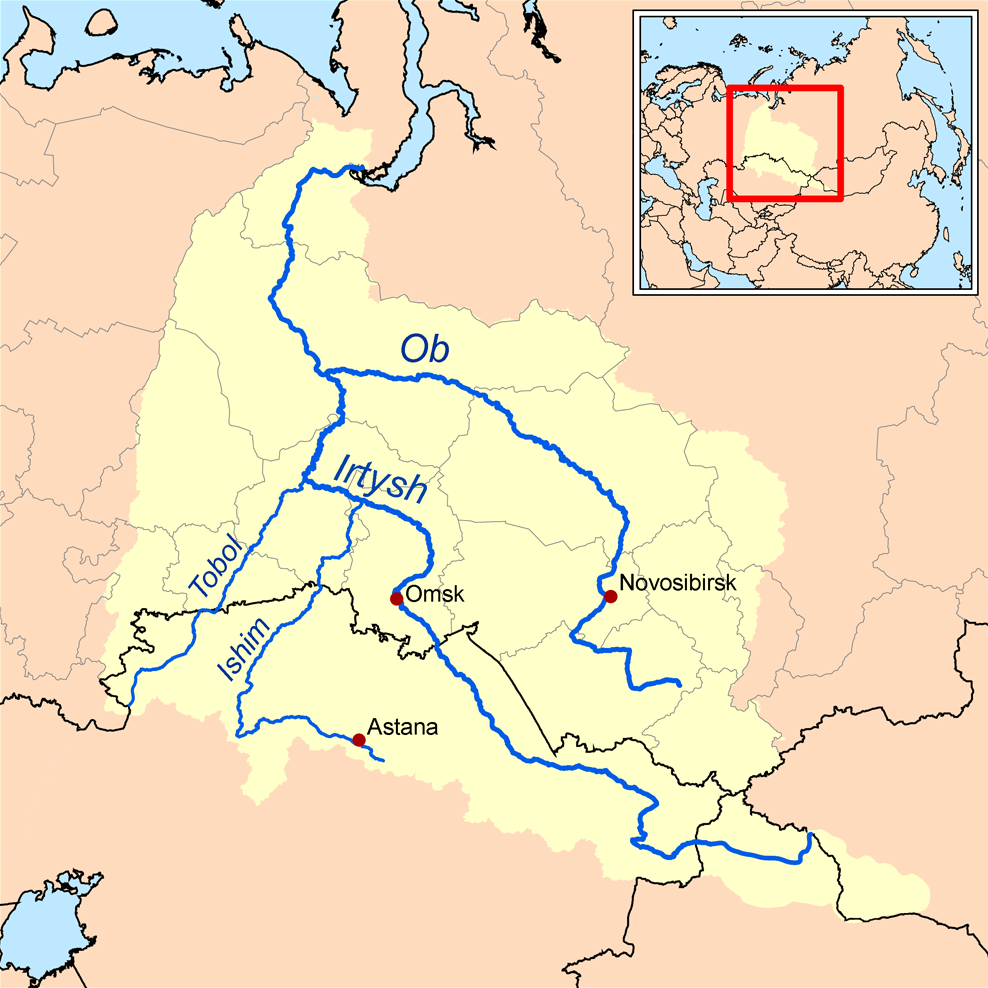
El río Obi nace en este krai y fluye en dirección principalmente noroeste hasta entrar en el óblast de Novosibirsk

En el censo de 2010, los rusos aparecen como la mayoría con un 93,9%. Los alemanes de Siberia son los segundos - sobre el 2,1%. Otras poblaciones incluyen un 1,4% ucranianos, 0,3% kazajos, 0,3% tártaros, 0,3% armenios, 0,2% bielorrusos. Completa el censo gente de otras nacionalidades. Hay más de 60 nacionalidades y distritos.

## Zona horaria
El krai de Altái está localizado en la zona horaría de Novosibirsk (NOVT/NOVST). UTC +06:00 (NOVT)/+07:00 (NOVST).